# باخمارو
باخامارو (گرجی: ბახმარო) یک روستا در نزدیکی شهرک چوخاتاوری در منطقه گوریا در غرب گرجستان است. این روستا در کنار رود باخویستسقالی قرار گرفته است.